# Jennifer Beattie
Jennifer Beattie, född den 13 maj 1991 i Glasgow, är en skotsk fotbollsspelare (försvarare) som från och med juli 2019 spelar för Arsenal WFC. Hon representerar även det skotska landslaget och var uttagen till truppen som spelade VM i Frankrike år 2019, landets allra första världsmästerskap. Inför turneringen hade hon gjort 22 mål på 125 landskamper. Beattie har tidigare bland annat spelat för Manchester City WFC och Montpellier HSC.